# Bassès (Perafita)
Bassès és una masia de Perafita (Lluçanès) inclosa a l'Inventari del Patrimoni Arquitectònic de Catalunya.

## Descripció
Construcció de planta rectangular i teulat a doble vessant amb el carener paral·lel a la façana principal. Té planta baixa, pis i golfes i totes les obertures tenen llinda, brancals i ampit de pedra. La porta d'entrada té també llinda de pedra. Una de les finestres té la llinda decorada amb un relleu que fa una forma escalona amb la part superior plana. Voltant la casa hi ha diverses construccions adossades, una de les quals porta la data de 1749.